# Плотницкий сельсовет
Плотницкий сельсовет (белор. Плотніцкі сельсавет) — административная единица на территории Столинского района Брестской области Беларуси. Административный центр — агрогородок Плотница.

## История
Образован в 1940 г.

## Состав
Плотницкий сельсовет включает 5 населённых пунктов:
- Бродче — деревня
- Коробье — деревня
- Плотница — агрогородок[3]
- Ситицк — деревня
- Стахово — деревня

## Достопримечательности
В центре агрогородка Плотница расположена церковь Покрова Пресвятой Богородицы. Православный храм построен из дерева в 1781 г. и перестроен в 1873 г.